# ماهواره اخترشناسی پرتو ایکس

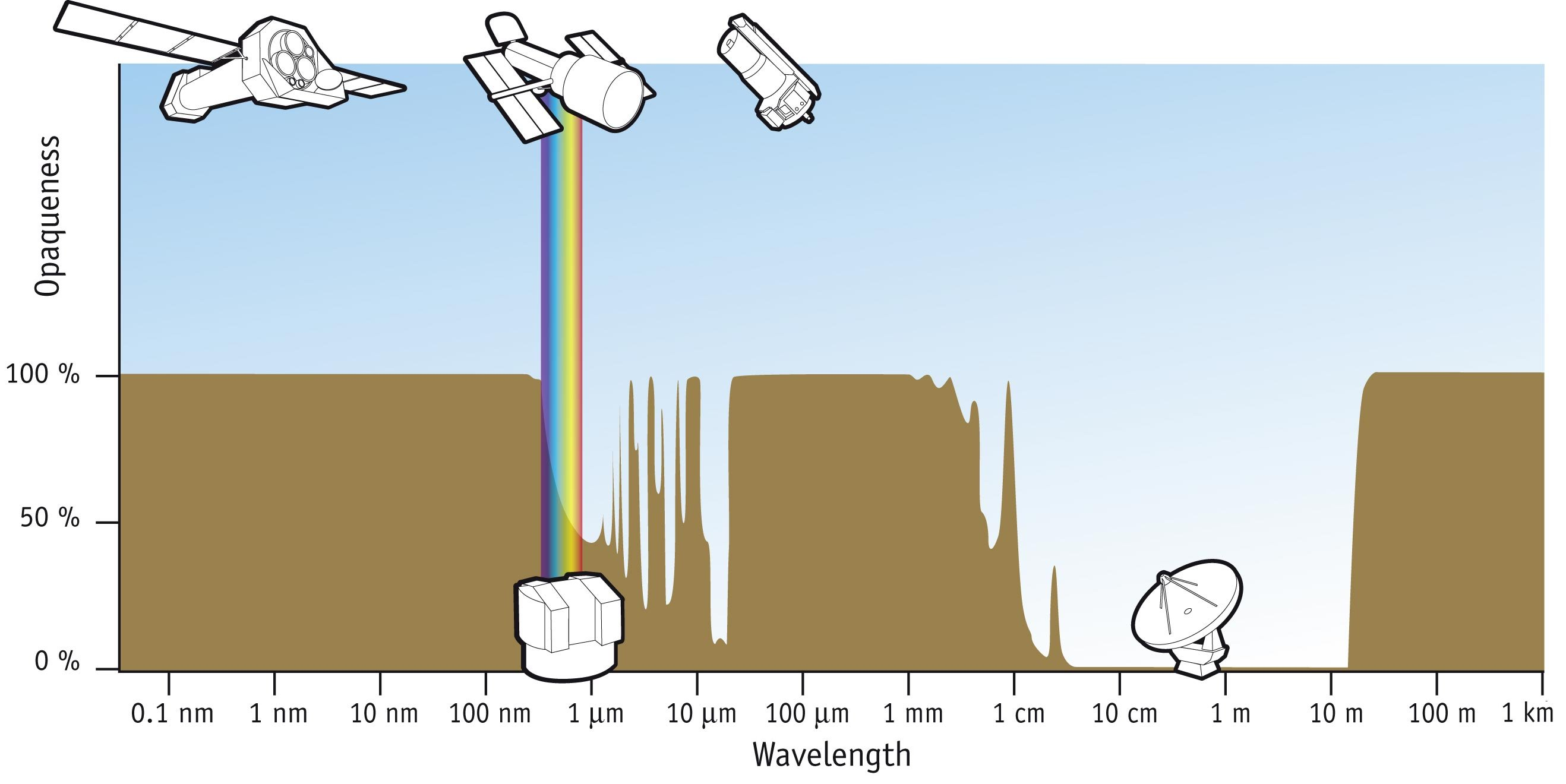
تابش الکترومغناطیسی پرتو ایکس از نزدیک به ۰٫۰۰۸ نانومتر آغاز می‌شود و در امتداد طیف الکترومغناطیس تا حدود ۸ نانومتر ادامه می‌یابد که بیش از کدری جو زمین است؛ از این رو در سطح زمین قابل شناسایی نیست.

ماهواره اخترشناسی پرتو ایکس (انگلیسی: X-ray astronomy satellite) ماهواره‌ای است که به بررسی تابش‌های پرتو ایکس که از اجرام آسمانی پراکنده می‌شوند می‌پردازد. بررسی پخش این پرتو بخشی از شاخهٔ علوم فضایی را که اخترشناسی پرتو ایکس نامیده می‌شود، تشکیل می‌دهد. به دلیل جذب تابش پرتو ایکس توسط اتمسفر زمین، به بالون‌ها، موشک‌های ژرفاسنج و ماهواره‌ها در این مورد نیاز است تا ابزارهای شناسایی و آشکارسازی پرتو ایکس را تا ارتفاع زیاد بالا ببرند.
برخلاف بالن، ابزارهای موجود در ماهواره‌ها قادر به مشاهده طیف وسیعی از طیف پرتو ایکس هستند. یک آشکارساز بر روی ماهواره‌ای قرار می‌گیرد و سپس بسیار بالاتر از جو زمین در مدار از پیش تعیین‌شده‌ای قرار می‌گیرد. برخلاف موشک‌های ژرفاسنج، ماهواره‌ها می‌توانند تا زمانی که ابزار و دستگاه‌ها به کار خود ادامه دهند، داده‌ها را جمع‌آوری کنند. برای مثال، رصدخانه پرتو ایکس چاندرا بیش از بیست و یک سال است که به فعالیت مشغول بوده‌است.

## ماهواره‌های اخترشناسی پرتو ایکس فعال
ماهواره‌های پرتو ایکسی که امروزه مورد استفاده قرار دارند شامل رصدگر ایکس‌ام‌ام-نیوتون XMM-Newton (پرتو ایکس با انرژی کم تا میانه ۱۵–۱۵ الکترون‌ولت) و ماهواره انتگرال (پرتو X با انرژی بالای ۱۵–۶۰ لکترون‌ ولت)؛ که هر دو توسط آژانس فضایی اروپا به فضا پرتاب شده‌اند. ناسا رصدخانه‌های سوئیفت و چاندرا را راه‌اندازی کرده‌است. یکی از ابزارهای سوئیفت تلسکوپ پرتو ایکس سوئیفت (XRT) است.